# Krzysztof Kamil Baczyński
Pour les articles homonymes, voir Baczynski.
Œuvres principales
L'insurrection angélique
Testament de feu

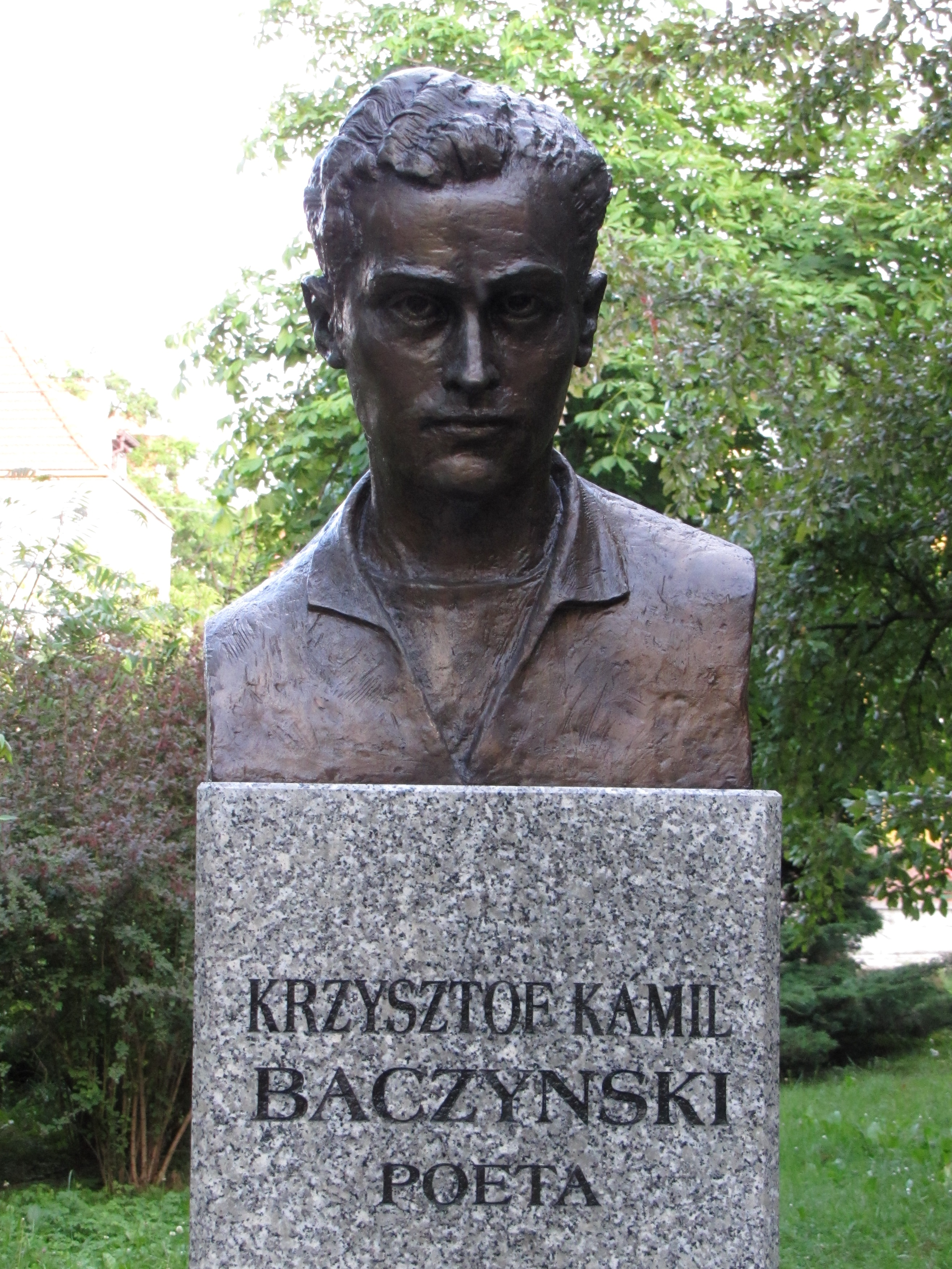
Buste de Krzysztof Kamil Baczyński sur l'allée de la Renommée à Kielce en Pologne.

Krzysztof Kamil Baczyński (né à Varsovie le 22 janvier 1921 et mort le 4 août 1944 dans cette même ville) est un poète polonais.
Personnage légendaire et emblématique pour toute sa génération née dans une Pologne enfin libre et immolée pendant la Seconde Guerre mondiale, il incarne encore une fois le romantisme polonais dans sa version à la fois tragique et héroïque. Son imagerie poétique qui s'inscrit dans la lignée du catastrophisme évoque parfois Bosch, Brueghel, Dali et les surréalistes, mais par son extrême pureté et beauté d'expression ralliée à une profondeur métaphysique sans pareille fait penser à la musique de Chopin. Son œuvre, d'une maturité étonnante, est aussi le témoignage apocalyptique sur ce qui fut la pire nuit de l'Histoire.

## Biographie
Fils de l'écrivain et critique littéraire Stanisław Baczyński. Il effectue son cursus scolaire au Gymnasium et lycée Stefan Batory. En mai 1939, il reçoit son diplôme de fin d'études secondaires.
Au lycée, il fréquente Konstanty Jeleński, sympathisant du trotskiste. Lui-même appartient à l'union de la jeunesse socialiste indépendante Spartakus, une organisation semi-légale d'étudiants du secondaire sous le patronage de PPS et devient membre du Comité exécutif en 1937. Il est connu au sein de l'organisation sous le pseudonyme de Emil. Il est également coéditeur du magazine Strzały, fondé en février 1938, où il publie son premier poème Accident du travail.
Après l'invasion de la Pologne, il fréquente l'université clandestine  de Varsovie.
Scoutmestre dans l'organisation des Szare Szeregi, il fait partie du Bataillon Zośka. Le quatrième jour de l'Insurrection de Varsovie, il est abattu par un sniper alors qu'il défend un poste insurgé au palais Blanka, rue Senatorska. Il est inhumé au cimetière de Powązki.

## Œuvres
- Zamknięty echem (1940)
- Dwie miłości (1940)
- Wiersze wybrane (1942)
- Arkusz poetycki Nr 1 (1944)
- Śpiew z pożogi (1944)
- Utwory zebrane (1961, 1970 éd.augmentée, 1994)

## Traductions en français
- L'insurrection angélique trad. et préfacé par Claude Henry du Bord et Christophe Jezewski, Le Cri, Bruxelles, 2004 (177 p.).
- Testament de feu trad. et préfacé par Claude Henry du Bord et Christophe Jezewski, Arfuyen, Paris-Orbey, 2006 (196 p.).